# Rue de l'Essai
La rue de l'Essai est une voie située dans le quartier du Jardin-des-Plantes du 5e arrondissement de Paris.

## Situation et accès
La rue de l'Essai est desservie à proximité par la ligne 5 à la station Saint Marcel.

## Origine du nom
Elle porte ce nom en raison du côté du marché aux chevaux où s'effectuaient les tests des animaux avant leur achat. Ce marché aux chevaux s'étendait entre les rues de l'Essai et Geoffroy-Saint-Hilaire.

## Historique

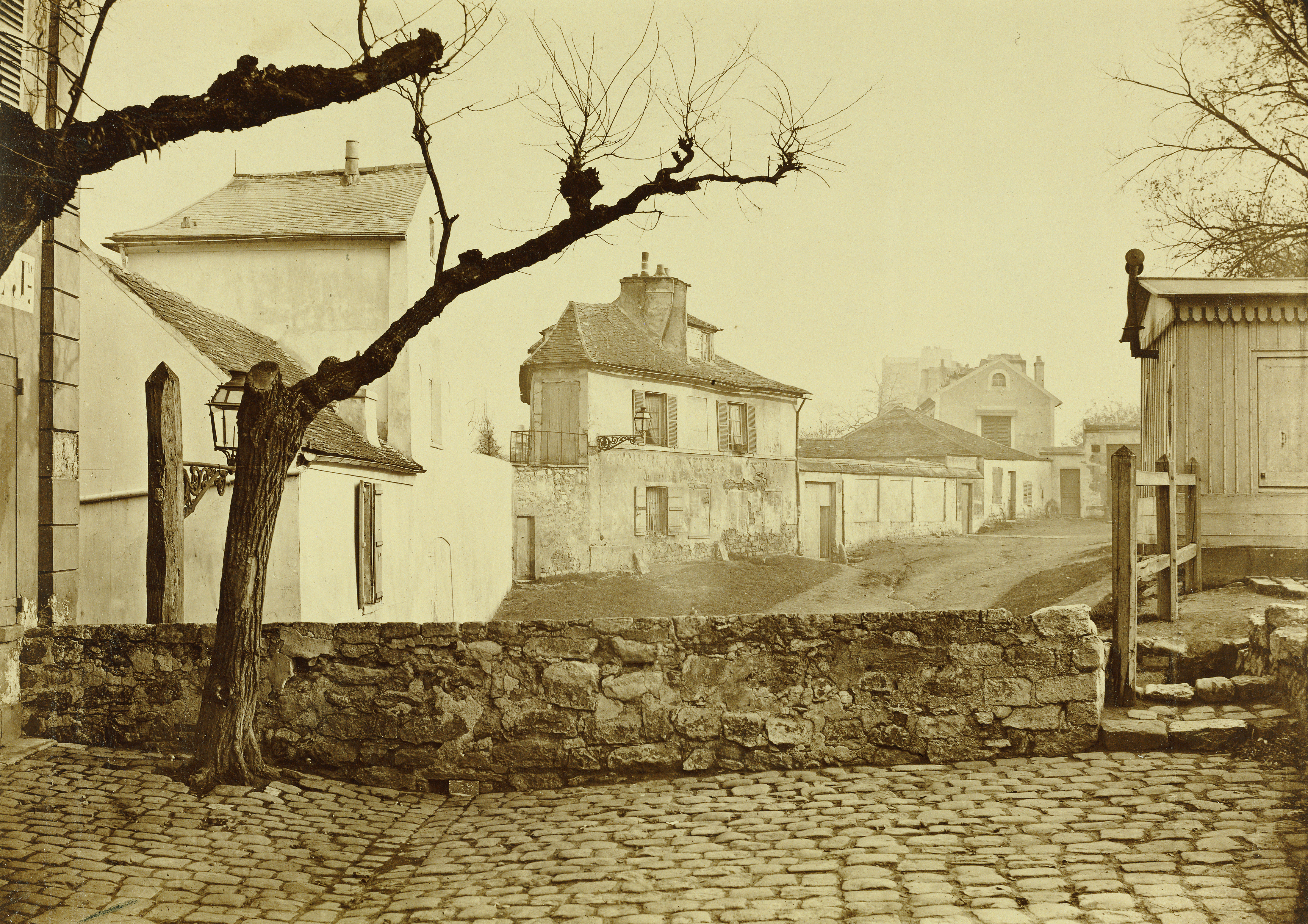
Photographie de la rue en 1865 par Charles Marville.

Cette rue existait déjà en 1652 et s'appelait alors « rue Maquignonne » avant de devenir, en 1806, « rue de l'Essai ».